# Каруна, Василий Петрович
Василий Петрович Каруна (1899, станица Таубевская — 2 октября 1943, Днепропетровск) — генерал-майор (14.02.1943), участник Великой Отечественной войны, командир ряда соединений РККА, последняя должность — командир 152-й стрелковой дивизии, погиб при подготовке операции по форсированию Днепра.

## Биография
Родился 27 апреля 1899 года в станице Таубевской Области Войска Донского (в 1917—1938 — станица Морозовская, ныне Морозовск, город в Ростовской области).
В 1913 году поступил ремонтным рабочим в Морозовское депо.

### Гражданская война
В декабре 1917 года Каруна добровольно вступил в Морозовский отряд Красной гвардии. В его составе принимал участие в боях с белогвардейцами и разоружении казаков, возвращающихся с фронта в районах Нижне-Чирская, Васильевские рудники, станций Тацинская и Белая Калитва. В сентябре 1918 г. вступил с отрядом в Кр. Армию и был зачислен красноармейцем в 10-й Морозовский железнодорожный полк, в том же году был пулеметчиком на броневике «Лисица». Участвовал в боях с войсками генерала А. И. Деникина в районе ст. Морозовская и под Царицыном. В сентябре 1919 г. под Царицыном получил ранение в ноги и госпитализирован. После излечения служил санитаром в 1-й Морозовской санитарной летучке 10-го Морозовского полка.

### Межвоенное время
С августа 1920 по сентябрь 1923 г. учился во 2-й Борисоглебско-Петроградской кавалерийской школе, затем был назначен командиром пулеметного взвода 61-го кавалерийского полка 8-й кавалерийской дивизии Туркестанского фронта. Участвовал в боях с басмачами в Восточной Бухаре. В 1925 г. там же уничтожал банду Мустафакула. За эти бои в 1929 г. он был награждён позолоченной шашкой от Военного совета ПриВО. Член ВКП(б) с 1926 года. После излечения вернулся в полк, где был назначен начальником хозяйственной команды полка.
С мая 1926 г. Каруна проходил службу в 43-м кавалерийском полку 8-й кавалерийской дивизии ПриВО в г. Оренбург командиром пулеметного взвода, врид командира пулеметного эскадрона и врид командира сабельного эскадрона. В октябре 1927 г. был переведен в 47-й кавалерийский полк в г. Троицк на должность командира эскадрона. С октября 1930 по июнь 1931 г. находился на учёбе на кавалерийских КУКС РККА в г. Новочеркасск, затем был назначен в 43-й кавалерийский полк 11-й кавалерийской дивизии ПриВО и служил в нём пом. начальника и врид начальника штаба полка, пом. командира полка по хоз. части. В ноябре 1935 г. полк в составе дивизии был передислоцирован в БВО (м. Пуховичи), а Каруна назначен начальником штаба полка. В октябре 1938 г. переведен в 4-ю казачью дивизию 6-го кавалерийского корпуса на должность командира 20-го казачьего полка, затем там же командовал 77-м кавалерийским полком.
В последней должности принимал участие в походе Кр. армии в Зап. Белоруссию 1939 г. Будучи в передовом отряде дивизии, 23 сентября 1939 г. майор Каруна получил задачу «отрезать противника, отходящего по Августовским лесам к литовской границе, и уничтожить». При встрече с противником в районе Калита умело и четко руководил полком в бою, своим героизмом увлекал личный состав полка. В результате боя было уничтожено до 300 человек, взято в плен более 500 человек, а также 255 винтовок, 200 гранат, пять станковых пулеметов, 140 лошадей. С июля 1940 г. Каруна вступил в командование 128-м мотострелковым полком 29-й моторизованной дивизии ЗапОВО.

### Великая Отечественная война
В начале войны 29-я моторизованная дивизия в составе 6-го механизированного корпуса 10-й армии Западного фронта вела оборонительные бои в районе Гродно, Лида, Новогрудок. В конце июня 1941 г. попала в окружение. В конце июля полковник Каруна вступил во временное командование полком 108-й стрелковой дивизии Западного фронта. С 7 августа находился в госпитале после ранения, затем в отпуске, а с 27 сентября по 22 ноября 1941 г. — на учёбе в Академии Генштаба РККА им. К. Е. Ворошилова, затем был зачислен в распоряжение ГУК с прикомандированием к Инспекции кавалерии Кр. армии. В декабре он назначен врид командира 113-й кавалерийской дивизии в г. Благовещенск Башкирской АССР.
С июня 1942 г. вновь состоял в распоряжении Инспекции кавалерии Кр. армии, а 12 августа направлен в распоряжение Военного совета Воронежского фронта. В том же месяце вступил в командование 195-й стрелковой дивизией, которая вела ожесточенные наступательные и оборонительные бои за г. Воронеж. В начале октября 1942 г. дивизия была выведена в резерв Ставки ВГК и передислоцирована в г. Балашов Саратовской обл., где занималась доукомплектованием. 21 ноября она вошла в состав 4-го гвардейского стрелкового корпуса 1-й гвардейской армии Юго-Западного фронта и была переброшена в район Бутурлиновка, Калач, Воробьёвка (Воронежской обл.). С 16 декабря дивизия, действуя в составе Воронежского, а с 19 декабря Юго-Западного фронтов, перешла в наступление, форсировала р. Дон, прорвала сильно укрепленную оборону частей Итальянской армии и в течение шести дней продвинулась на 120 км, освободив около 40 нас. пунктов. Продолжая преследование отходящего противника, её части 29 декабря вышли на рубеж Бондаревка, Стрельцовка, Великоцк, где, встретив сильное сопротивление резервов противника, перешли к обороне. В январе 1943 г. её части в составе 1-й гвардейской армии приняли участие в Ворошиловград-ской наступательной операции. 13 марта 1943 г. генерал-майор Каруна был отстранен от должности и в апреле назначен зам. командира 152-й стрелковой дивизии. Затем с 17 мая он был допущен к командованию этой дивизией. В составе 34-го стрелкового корпуса 6-й армии дивизия участвовала в Донбасской наступательной операции, в ходе которой был освобожден г. Змиёв (18.8.1943). В августе в ходе этой же операции дивизия была подчинена 1-й гвардейской армии, в сентябре она вела боевые действия в составе 34-го, затем 6-го гвардейского стрелковых корпусов.
В сентябре 1943 года части 152 стрелковой дивизии форсировали р. Днепр в пределах нынешней черты г. Днепропетровска (район Заводской набережной, ж/м Красный Камень, на месте форсирования установлен памятник).
30 сентября 1943 года, во время подготовки к форсированию р. Днепр, Каруна вместе с офицерами штаба 152-й дивизии переправился на о. Зелёный (находится напротив речного вокзала г. Днепропетровск). Во время рекогносцировки был замечен гитлеровцами, открывшими артиллерийский огонь. Осколок одного из снарядов смертельно ранил генерал-майора Каруну. Он умер от ран в госпитале своей дивизии 30 сентября 1943 г. и был похоронен на освобожденном левом берегу Днепра.
В 1967 году, когда началась серьёзная реконструкция мемориального кладбища на Октябрьской площади города Днепропетровска (были установлены мраморные надгробные плиты, установлены памятный знак, Вечный огонь), его останки перенесли на это кладбище.
Награждён орденами Красного Знамени, Суворова 2-й ст., медалью «XX лет РККА», а также наградным оружием.

## Память
- В 1944—1945 годах было принято решение установить памятник Каруне В. П. в Днепропетровске. Место для него было выбрано в парке им. Шевченко Т. Г., где бюст был установлен в 1946 году (архитектор Г. Б. Бархин)[3]
- В конце 1940-х годов Железнодорожная улица в Днепропетровске была переименована в честь генерал-майора В. П. Каруны.
- Архивные документы В. П. Каруны находятся в Музее боевой и трудовой славы Общественной организации «Фрунзенский Совет ветеранов», г. Днепропетровск[4].
- В городе Морозовске Ростовской области в честь военачальника названа одна из улиц.

## Галерея

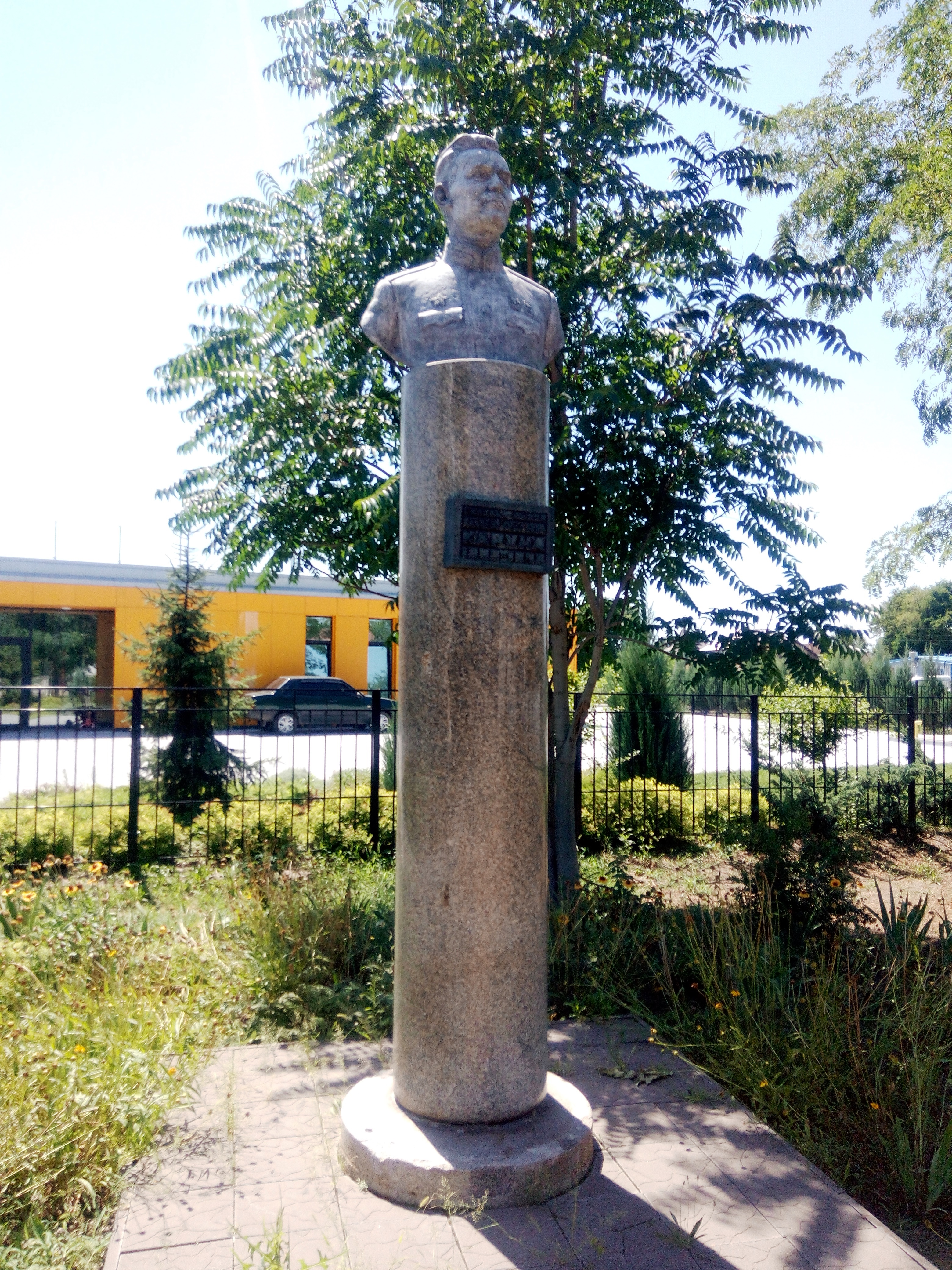
Бюст В. П. Каруна на территории Обуховской средней школы № 2, Днепропетровская область
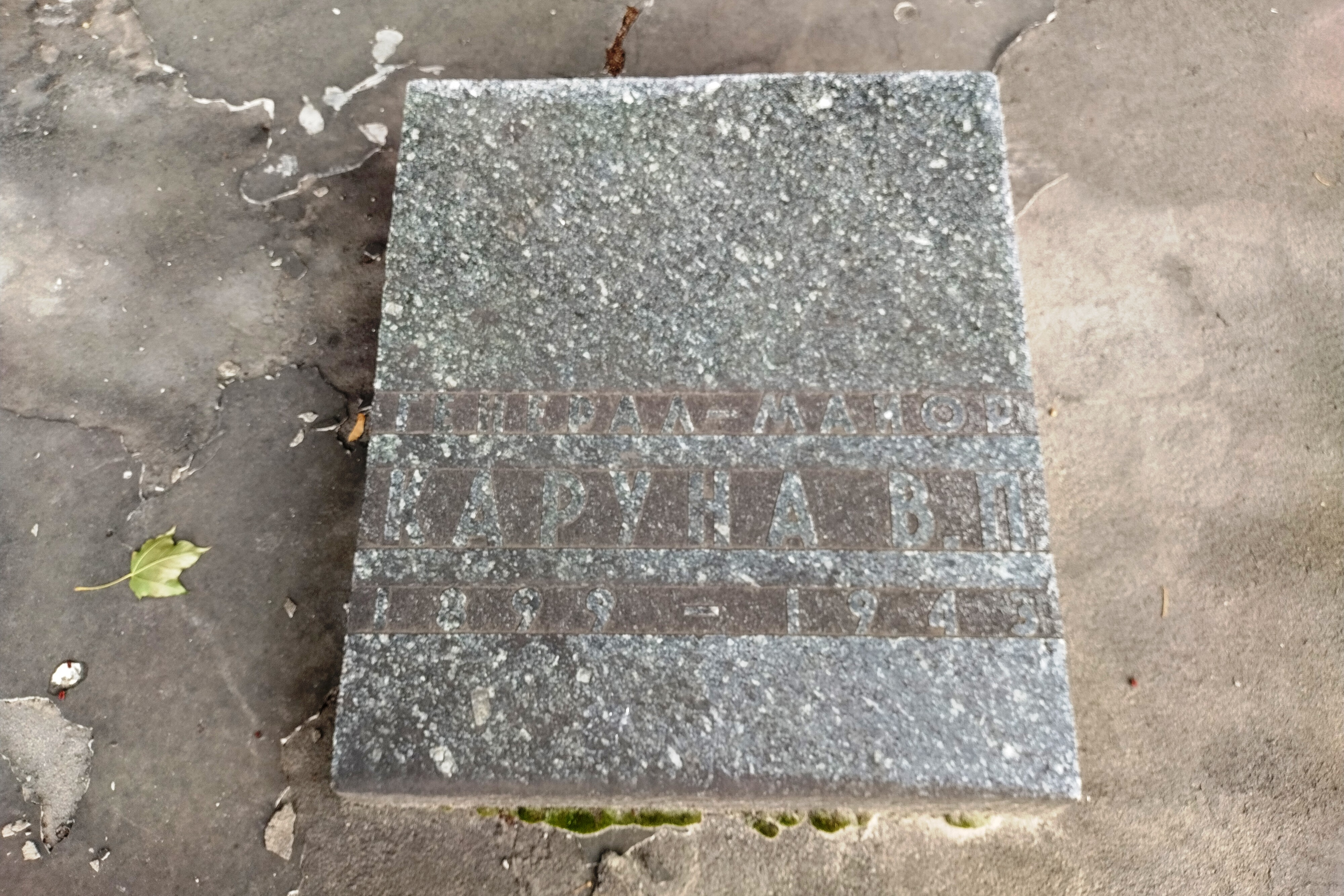
Могила В. П. Каруна в парке Соборной площади в Днепре